# Erysimum bulgaricum
Erysimum bulgaricum là một loài thực vật có hoa trong họ Cải. Loài này được (Velen.) Ancev & Polatschek mô tả khoa học đầu tiên năm 2003.